# Горошинська волость
Горошинська волость — адміністративно-територіальна одиниця Хорольського повіту Полтавської губернії з центром у містечку Горошине.
Старшинами волості були:
- 1900—1904 роках запасний старший писар Василь Романович Таткало[1];
- 1913 роках селянин Іван Петрович Кривошея[2];
- 1915 роках селянин Митрофан Єфимович Тукало[3].